# الخطايا السبع المميتة (أنمي)
الخطايا السبع المميتة (七つの大罪 ناناتسو نو تايزاي) هم مجموعة من سبعة فرسان مقدسين أقوياء وشهيرين اُتهموا بخيانة «مملكة ليونس» ثم تفرقوا بعدها ولم يسمع لهم أثر، إليزيبث، هي أميرة وابنة الملك الثالثة تسافر في رحلة من أجل العثور على مجموعة «الخطايا السبع المميتة» حتى يساعدوها على استرداد المملكة من قبضة الفرسان المقدسين.

## أعضاء الخطايا السبع[4]
| اسم             | الخطيئة | الرمز  |
| --------------- | ------- | ------ |
| ميليوداس        | الغضب   | التنين |
| ميرلين          | الشراهة | خنزير  |
| اسكانور         | الغرور  | الاسد  |
| كينغ(هارليكوين) | الكسل   | الدب   |
| بان             | الجشع   | ثعلب   |
| ديان            | الحسد   | ثعبان  |
| جوثير           | الشهوة  | ماعز   |

ميليوداس: هو ابن ملك الشيطان الحالي وهو اخ زيلدريس￼(من الوصايا العشر) 

## أعضاء الوصايا العشر
| رقم الوصية   | اسم          | الوصية    | الحالة              |
| ------------ | ------------ | --------- | ------------------- |
| الثالث       | دريري        | النقاء    | قتلت                |
| الثاني       | استروسا      | الحب      | انقلب عليهم (حي)    |
| الخامس       | ميلاسكولا    | الايمان   | ختمت                |
| الرابع       | مونسبيت      | التحفظ    | قتل                 |
| السابع       | كالماديوس    | التقوى    | قتل                 |
| التاسع       | درول         | الصبر     | انقلب عليهم (قتل)   |
| السادس       | جالان        | الحقيقة   | متحجر - قتل (قتل)   |
| العاشر       | جلوكسينيا    | الطمأنينة | انقلب عليهم (قتل)   |
| العاشر سابقاً | جاوثر الاصلي | الإيثار   | انقلب عليهم (مات)   |
| العاشر حاليا | جاوثر الدمية | الإيثار   | انضم للخطايا (حي)   |
| التاسع سابقاً | اراناك       | الصبر     | قتل                 |
| الأول سابقاً  | ميليوداس     | الحب      | انقلب عليهم (حي)    |
| الثامن       | جرايرود      | حب السلم  | سلبت قوته (شبه ميت) |
| الأول        | زيلدريس      | التقوى    | حي                  |